# Union sportive d'Ivry basket-ball
L'Union sportive d'Ivry basket-ball est un club français de basket-ball basé dans la ville d'Ivry-sur-Seine. Il s'agit d'une section du club omnisports de l'US Ivry. Le club est principalement connu pour sa section féminine, à laquelle l'article est consacré.

## Palmarès
- Champion de France de basket féminin : 1956